# CLOSER
『CLOSER』（クローサー）は、井上ジョーの2枚目のシングル。2008年12月17日にKi/oon Recordsから発売された。

## 解説
デビュー作である前作『HELLO!』から5か月でのリリース。初回仕様限定盤には「描き下ろしワイドキャップステッカー」と「特製卓上『NARUTO -ナルト- 疾風伝』アニバーサリーカレンダー」が封入された。公式ページでのキャッチコピーは、『超大型タイアップ決定！『NARUTO-ナルト-疾風伝』10月2日からオープニングテーマ！』

## 収録内容
| 全作詞・作曲・編曲: 井上ジョー。 |                                                |            |            |      |
| #                                | タイトル                                       | 作詞       | 作曲・編曲 | 時間 |
| 1.                               | 「CLOSER」                                     | 井上ジョー | 井上ジョー | 3:28 |
| 2.                               | 「GRAVITY」                                    | 井上ジョー | 井上ジョー | 3:10 |
| 3.                               | 「考えたくない 〜Can a guy talk all night?〜」 | 井上ジョー | 井上ジョー | 2:15 |
| 4.                               | 「CLOSER -NARUTO オープニング ver.-」          | 井上ジョー | 井上ジョー | 1:30 |
| 5.                               | 「CLOSER -"ケリオキ"ver.- (KARAOKE)」          | 井上ジョー | 井上ジョー | 3:26 |
| 合計時間:                        | 合計時間:                                      | 13:49      |            |      |

## 楽曲解説
1. CLOSER
  - テレビ東京系アニメ『NARUTO -ナルト- 疾風伝』第4期オープニングテーマ[注 1]

歌詞は、身近な人への感謝の気持ちを表現している[1]。
2. GRAVITY
井上がアメリカに在住していた時代から暖められていた曲[1]。
歌詞は全て英語詞となっている。

## 収録アルバム
1. CLOSER
  - 1stスタジオ・アルバム『ME! ME! ME!』にアルバムバージョンとして「CLOSER (Royal Ver.)」を収録。
  - 2ndスタジオ・アルバム『DOS ANGELES』にアルバムバージョンとして「CLOSER (English Ver.)」を収録。
  - コンピレーション・アルバム『BEST HIT NARUTO』
2. GRAVITY
  - 1stスタジオ・アルバム『ME! ME! ME!』にアルバムバージョンとして「GRAVITY (Sunset Ver.)」を収録。

## カバー
CLOSER
- FLOW - 2023年8月30日発売のカバーアルバム『FLOW THE COVER 〜NARUTO縛り〜』に収録。